# マイケルソン干渉計

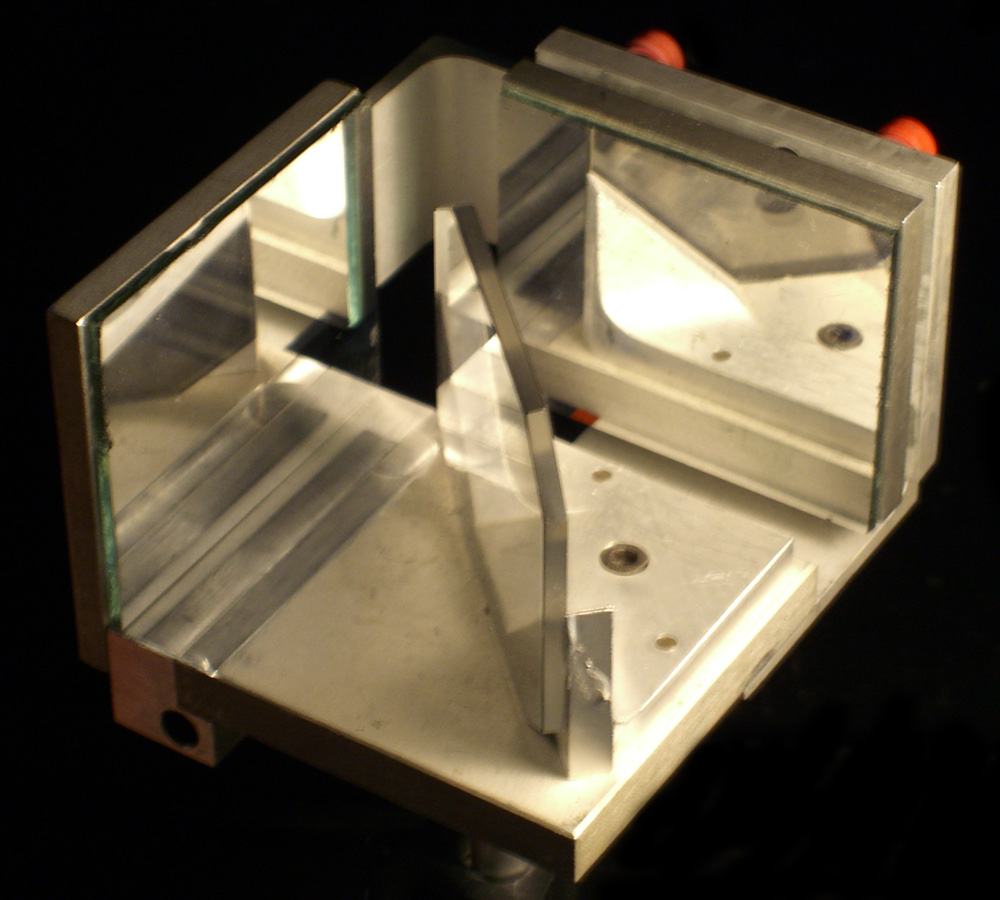
光学台上で使われるマイケルソン干渉計

マイケルソン干渉計（マイケルソンかんしょうけい、英: Michelson interferometer）はアルバート・マイケルソンが発明した最も一般的な干渉法用光学機器である。光のビームを2つの経路に分割し、反射させて再び合流させることで干渉縞を生み出す。2つの経路の長さを変えたり、経路上の物質を変えたりすることで、様々な干渉縞を検出器上に生成する。マイケルソンとエドワード・モーリーは、この干渉計を使って有名なマイケルソン・モーリーの実験 (1887) を実施した。この実験によって様々な慣性系において光速が一定であることが示され、エーテル説が否定されることになった。

## 構成
マイケルソン干渉計には精密に磨かれた2つの鏡がある。光源から単色光を発し、それが光線に対して斜めに置かれたビームスプリッターにあたる。ビームスプリッターはいわゆるハーフミラーになっていて、光線の一部はそのまま透過して一方の反射鏡に向かい、別の一部は反射されてもう一方の反射鏡に向かう。それぞれの反射鏡で反射された光線はビームスプリッターに戻って合流し、一部は光源とは異なる方向へ進む。そこに検出器を置いておくと干渉縞が観測できる。

マイケルソン干渉計における光の経路

光源から検出器までの経路は2つある。一方はビームスプリッターで反射されて図の上の方の鏡に向かい、反射されてビームスプリッターを透過して検出器に向かう。もう一方はビームスプリッターを透過して右端の鏡に向かい、反射された後ビームスプリッターで反射されて検出器に向かう。単色光源から発せられた並行光線がビームスプリッターに当たったとき、基本的に反射する光線と透過する光線は同じ強さになる。どちらの光線も可干渉光である。つまり、マイケルソン干渉計は1つの光源からの光を分割することで可干渉光を生み出している。
2つの経路の長さの差が波長の整数倍（0を含む）の場合、2つの光線は互いに強め合うように干渉し、検出器は強い信号を検出する。経路長の差が波長の整数倍と2分の1の場合（例えば、0.5波長、1.5波長、2.5波長など）、2つの光線は互いに弱め合うように干渉し、検出器は弱い信号を検出する。これは一見するとエネルギー保存の法則に反しているように思われる。しかし実際にはビームスプリッターにおいて弱められた部分のエネルギーが強められた部分に再分配されており、エネルギーは保存されている。干渉の効果により、検出器に向かう反射光と光源の方向に戻る光の配分が変化する。
1800年代末には、干渉縞を得るために放電灯、フィルター、細いスリットや針穴を使っていた。マイケルソン・モーリーの実験では、光源として星明かりを使ったこともある。星明りは時間的コヒーレンスがない光だが、点光源であるため空間的コヒーレンスがあり、干渉縞を生成できる。

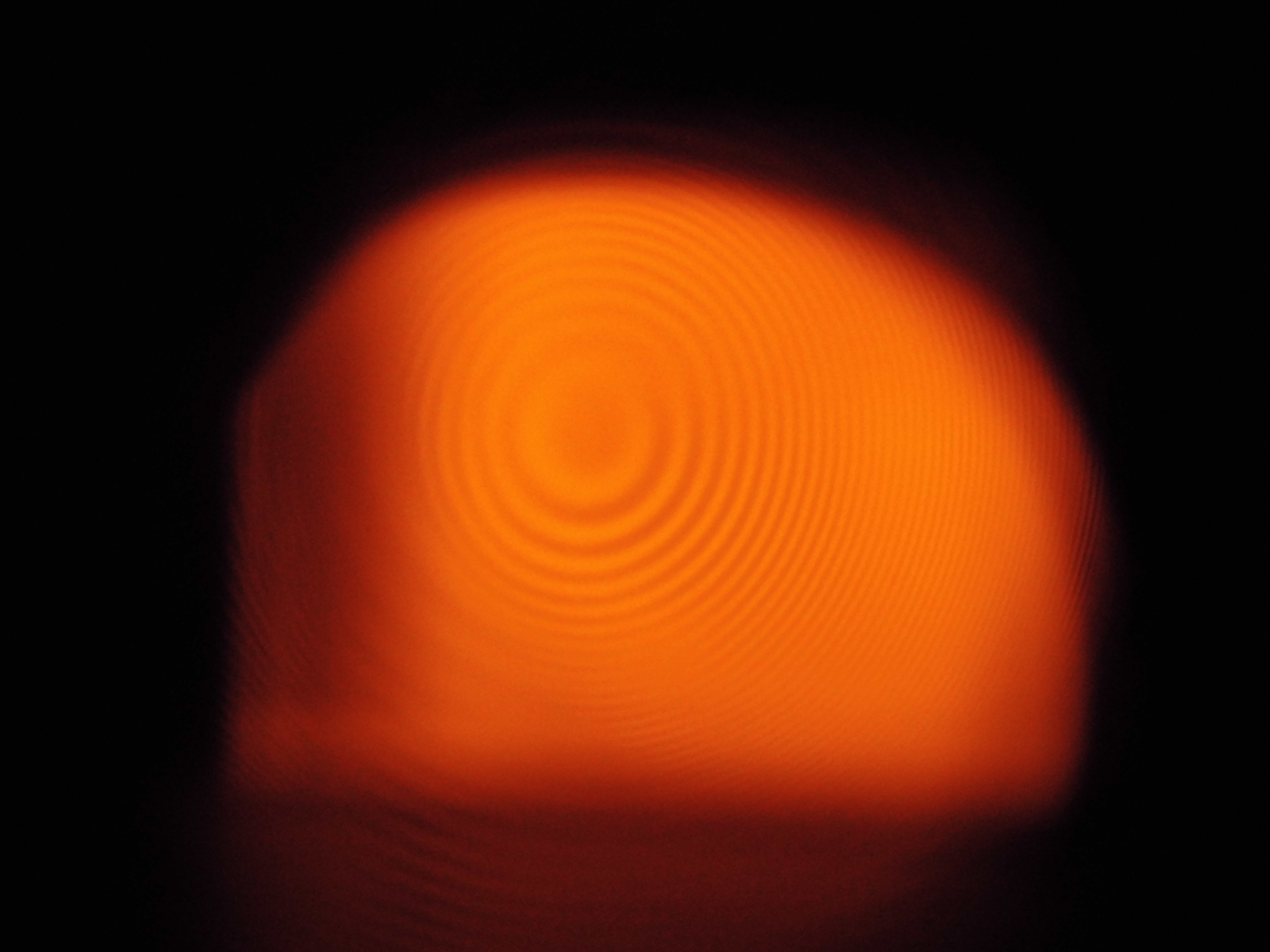
同心円状の干渉縞が確認できる。光源はナトリウムランプを使用。

マイケルソン本人の制作した干渉計では、精度向上のためか可動部は少なく、鏡全部を載せたテーブルの軸の回転軸1個だけが、可動の機構である（光源は別部品）。回転すると、光源の軸に対して鏡の位置がずれる。そして、その回転台を、水銀で浮かせる水銀浮遊法の方式を用いている。マイケルソンの実験での水銀浮遊法の目的は、磨耗などを防ぐためや、荷重の低減が目的であるとされている。

## 用途
マイケルソン干渉計のよく知られている応用としてマイケルソン・モーリーの実験があり、特殊相対性理論の証拠を提供することになった。現在でも、マイケルソン干渉計は調整可能な狭帯域フィルターとして、あるいはフーリエ変換分光の中核として様々に応用されている。
世界で最初に重力波の直接検出に成功したLIGO、LIGOに続いて重力波の直接検出に成功したVirgo干渉計、岐阜県の神岡鉱山跡に建設されたKAGRAなどの主要な重力波検出装置は、いずれも巨大なマイケルソン干渉計である。また恒星の近くに存在する惑星を検出するために使うといった興味深い用途もある。通信分野では、DWDMネットワークで位相変調から振幅変調への変換に使われる遅延線干渉計の原理としても使われている。医学では、眼科学の分野で光干渉断層計という眼底検査を行う装置にマイケルソン干渉計の原理が用いられている。
しかし、他の多くの用途ではマッハツェンダー干渉計の方が扱いやすい。

## 非線形マイケルソン干渉計
非線形マイケルソン干渉計またはステップ位相マイケルソン干渉計は、マイケルソン干渉計の一方の鏡をGTエタロンに置き換えたものである。GTエタロンによる位相変化は波長に依存し、ステップ的振る舞いを示すので、非線形マイケルソン干渉計には特定の用途がある。例えば、光通信では光インターリーバで利用されている。
マイケルソン干渉計の2つの鏡をどちらもGTエタロンで置き換えることもできる。そのような非線形マイケルソン干渉計はさらに非線形性が強まり、非対称光インターリーバの構築に使うことができる。
マイケルソン干渉計の一方の鏡を小さな球形の鏡にして、光源にレーザーを使ったものを不等光路レーザー干渉計(LUPI)と呼ぶ。望遠鏡の反射鏡の検査などに使われている。